# Sztandar proroka

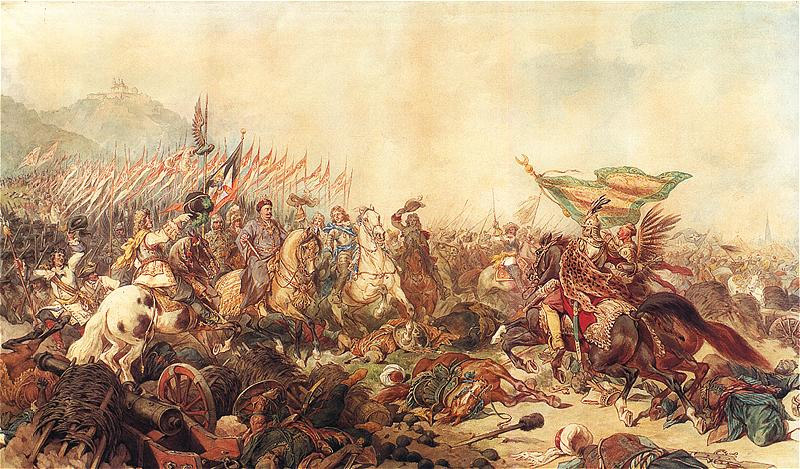
Obraz Juliusza Kossaka Sobieski pod Wiedniem. Zielona chorągiew uznana omyłkowo za Sztandar Proroka widoczna jest po prawej stronie płótna

Sztandar Proroka (tur. Sancak-i Şerif, osm. سنجاق شريف) – sztandar proroka Mahometa, uznawany za najcenniejszą z relikwii skarbca pałacu Topkapı. 
Zieloną chorągiew, zdobytą w bitwie pod Wiedniem we wrześniu 1683 uznaną omyłkowo za Sztandar Proroka, król Jan III Sobieski odesłał do papieża Innocentego XI.